# Greta Ruuth
Greta Helena Ruuth, född 10 april 1890 i Östersund, död 23 augusti 1923 i Karlskrona, var en svensk målare och grafiker.
Hon var dotter till Hugo Ruuth och Ellen Theresia Lilliecrona och från 1920 gift med arkitekten Wolter Gahn. Hon tog vid sidan av sina grundläggande studier i Stockholm privatlektioner i teckning för en teckningslärare från Tekniska skolan 1903–1904. Familjen flyttade åter till Östersund 1904 där hon efter att hon avslutat sin skolgång vid flickskolan 1907 återvände till Stockholm för att studera konst vid Tekniska skolan. Därefter studerade hon vid Althins målarskola 1908 och vid Konsthögskolan 1909-1913. Under sin tid vid skolan deltog hon även i Axel Tallbergs etsningsskola. Ruuth var Konsthögskolans först kvinnliga elev i den dekorativa skolan och hon fick arbeta med stora kartongskisser avsedda för väggdekorationer under ledning av Olle Hjortzberg. När sedan Engelbrektskyrkan i Stockholm skulle dekorationsmålare anlitades hon som medhjälpare till Hjortzberg. Under 1914 var hon även medarbetare till Filip Månsson. Hennes första större arbete blev en dekorationsmålning av en villa i Åre 1915. Några av de kartonger hon skapade blev förlagor för dekorationsmålningar i Johnny Roosvals villa Muramaris på Gotland som utfördes 1917. Hon fortsatte sina studier i frescoteknik för Müller Jensen i Köpenhamn samt passade då på att studera Glyptotekets kopior av etruskiska muralmålningar. 1917 målade hon och Märta Ankarswärd en villa i Långedrag utanför Göteborg samt en trappuppgång i ett Göteborgshus. Ruuth utförde också dekorativa målningar i Marma sågverk samt i villor i Åre. 
Efter sitt giftermål 1920 med arkitekten Wolter Gahn kom en period av minskad produktivitet och under sommaren 1922 skapade hon en affisch för Gotlands Fornsal och en affisch för Svenska baletten i Paris. Vid Göteborgsutställningen 1923 utförde hon en monumentalmålning i Guld och silverrummet denna målning var dock ej av bestående art och visades bara under utställningstiden. För Tillinge kyrka utförde hon ett större antal kartongskisser till kyrkans dekorationsmålning men på grund av att hon avled kom målningarna ej att utföras. Tillsammans med Anna Petrus ställde hon ut Stockholm, Östersund och Luleå 1916. Som grafiker utförde hon ett antal blad som visades på Grafiska sällskapets utställningar i Malmö 1912 och Stockholm 1915.